# Jani Kršinar
Janez »Jani« Kršinar, slovenski smučarski tekač, * 7. april 1962, Ljubljana.
Kršinar je za Jugoslavijo nastopil na Zimskih olimpijskih igrah 1984 v Sarajevu, kjer je osvojil 12. mesto v štafeti 4 X 10 km, 36. mesto na 50 km in 51. mesto na 30 km, ter 1988 v Calgaryju, kjer je osvojil 30. mesto na 50 km, 34. na 30 km in 39. na 15 km.